# Majdanpek
Majdanpek (cyr. Мајданпек) – miasto w Serbii, w okręgu borskim, siedziba gminy Majdanpek. Leży w pobliżu granicy z Rumunią. W 2011 roku liczyło 10 109 mieszkańców.
W mieście znajduje się ośrodek wydobycia rudy miedzi.